# تپه قلی درویش

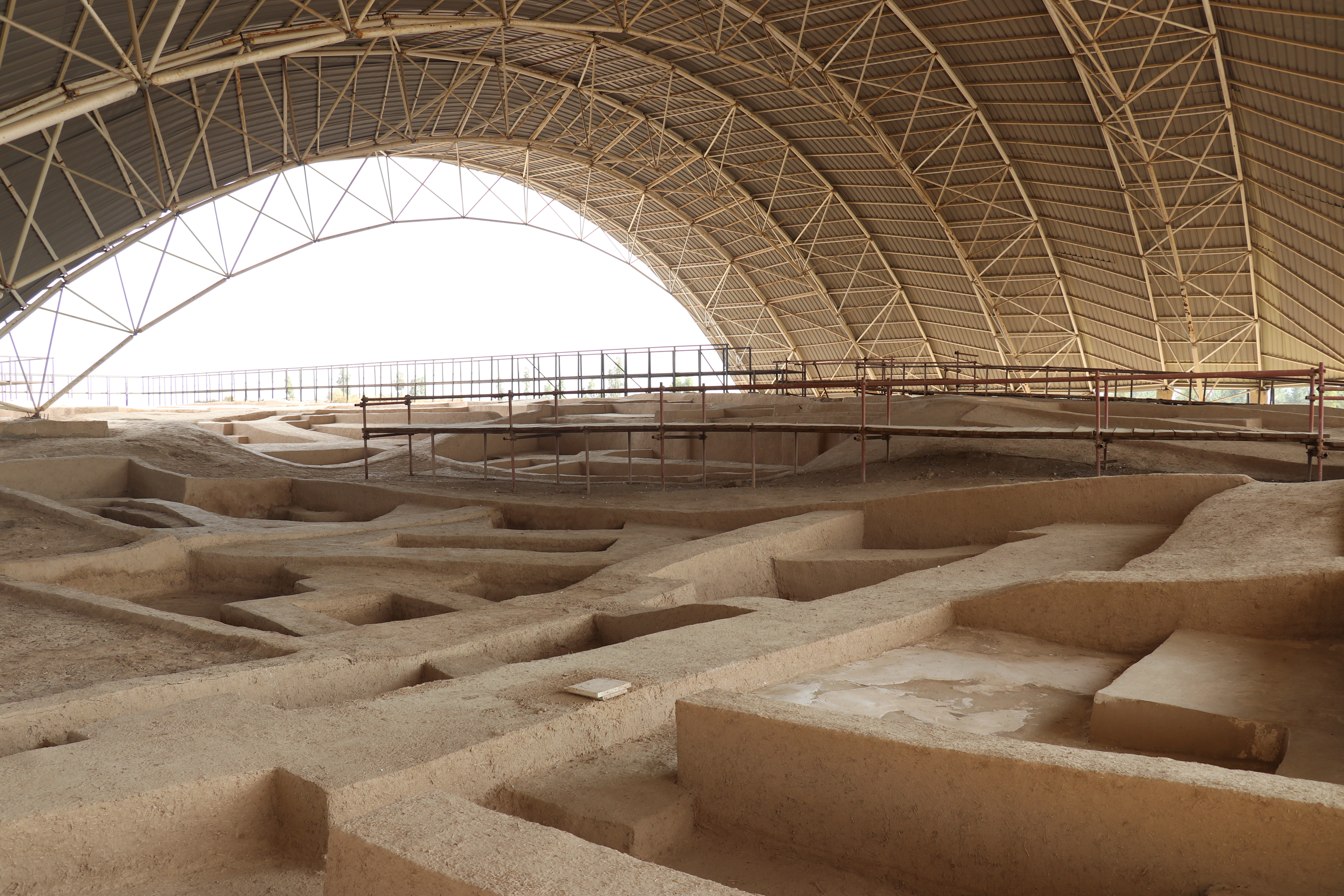
تپه قلی درویش

تپه قلی‌درویش یا تپه قل‌درویش مربوط به اواخر عصر برنز است و در شهرستان قم، بخش مرکزی، جمکران، بلوار پیامبراعظم و جنب امامزاده جعفر قریب واقع شده و این اثر در تاریخ ۲۳ شهریور ۱۳۸۲ با شمارهٔ ثبت ۱۰۱۷۳ به‌عنوان یکی از آثار ملی ایران به ثبت رسیده‌است.
اندک مطالعات باستان شناسی انجام شده در دشت قم موید آن است که از گذشته تا به امروز قم به دلیل برخورداری از موقعیت خاص جغرافیایی و قرارگیری در مسیر مهمترین شاهراه های ارتباطی فلات ایران و شرق باستان، نقش اساسی در توسعه و تعاملات فرهنگی، اقتصادی و بازرگانی کشور ایفا نموده است.
قلی درویش را به جهت تبیین و توصیف روند تحولات فرهنگی و توالی دوره های استقراری عصر برنز قدیم، میانه، جدید، دوره گذار و آهن شاید بتوان یکی از مهم ترین محوطه های استقراری در حاشیه کویر مرکزی ایران دانست. 
در تپه قلی‌درویش لایه‌های هزاره پنجم و سوم پیش از میلاد شناسایی شده‌است، اما اثری از زندگی هزاره چهارم در آن وجود ندارد. در استقرار در تپه قلی‌درویش یک وقفه تاریخی طولانی وجود دارد که باستان‌شناسان از دلیل آن بی‌خبرند.
قلی‌درویش در هزاره چهارم پیش از میلاد حدود ۱۰۰۰ سال خالی از سکونت بود. حدس زده می‌شود اقوام ساکن در آن به جای دیگری مهاجرت کرده باشند. کشف استقرارگاهی از هزاره چهارم پیش از میلاد در بافت تاریخی قم این احتمال را قوی کرده‌است که ساکنان قلی‌درویش در این دوره تاریخی به شهر فعلی قم آمده‌اند و دوباره پس از ۱۰۰۰ سال به قلی‌درویش بازگشته‌اند.
معماری مسکونی جوامع ساکن در قلی‌درویش، فضای نیایشگاهی، کوره‌های ذوب فلز و صنایع دستی کوچک و سفالی از جمله آثار به‌دست آمده از این منطقه است. در تپه قلی‌درویش ساختار شهری دوره عصر آهن نیز کشف شده‌است.
مجموعه مدارک به‌دست آمده از قلی‌درویش از جمله ساختارهای معماری، مهرهای استوانه‌ای، پلمپ‌های در خمره، توکن‌ها و قطعه سفال مهرزده، شواهد بسیار ارزشمندی از پیچیدگی‌های فرهنگی را ارائه داده‌است. از این مکان بعنوان آغاز شهرنشینی ایرانیان یاد می‌شود.